# Сондерс, Дженнифер
Дженнифер Джейн Сондерс (англ. Jennifer Jane Saunders; род. 6 июля 1958, Слифорд, Великобритания) — британская актриса, певица, сценарист и комик.

## Биография
Широкое внимание аудитории привлекла к себе в начале 1980-х годов, когда вступила в ряды комедийной компании The Comic Strip, благодаря чему вскоре дебютировала на телевидении. В 1987 году, вместе с подругой Дон Френч, стала создательницей и исполнительницей главной роли в комедийном телесериале «Френч и Сондерс», который принёс ей популярность за пределами Великобритании.
В 1992 году на телеэкраны вышел второй успешный проект Сондерс — ситком «Ещё по одной», транслировавший впоследствии до 2005 года. Помимо этого, она выступила в качестве гостьи в популярных американских телесериалах «Розанна» и «Друзья» и стала обладательницей премии «Выбор народа» за роль злой Феи-крёстной в анимационном фильме «Шрек 2», где она также исполнила одну из заглавных музыкальных композиций.

## Награды и номинации
- BAFTA 1993 — «Лучший комедийный сериал» («Ещё по одной»).
- BAFTA 2009 — «За вклад в телевидение».
- BAFTA 2012 — «Лучшая актриса комедийной телепрограммы» («Ещё по одной»).

## Избранная фильмография
| Год       |    | Русское название           | Оригинальное название       | Роль                                   |
| --------- | -- | -------------------------- | --------------------------- | -------------------------------------- |
| 1982—2012 | с  | «Комик Стрип» представляет | The Comic Strip Presents... | разные роли                            |
| 1987—2005 | с  | Френч и Сондерс            | French and Saunders         | разные роли                            |
| 1992—2012 | с  | Ещё по одной               | Absolutely Fabulous         | Эдина Монсун                           |
| 2004      | мф | Шрек 2                     | Shrek 2                     | Фея-крёстная                           |
| 2006—2009 | с  | Джем и Иерусалим           | Jam & Jerusalem             | Кэролайн Мартин                        |
| 2006      | ф  | Шпионские страсти          | L’Entente cordiale          | директор зоопарка Гвендолин Макферлейн |
| 2009      | мф | Коралина в Стране Кошмаров | Coraline                    | мисс Эйприл Спинк                      |
| 2015      | мф | Миньоны                    | Minions                     | Елизавета II                           |
| 2016      | мф | Зверопой                   | Sing                        | Нейна Нудлман                          |
| 2020      | с  | Незнакомка                 | The Stranger                | Хайди Дойл                             |
| 2021      | мф | Зверопой 2                 | Sing 2                      | Нейна Нудлман                          |
| 2022      | ф  | Смерть на Ниле             | Death on the Nile           | Мэри Ван Шуйлер                        |